# Андреана Чекић
Андреана Чекић (Босанска Дубица, 23. август 1984) српска је певачица. Позната је по учешћу у певачком такмичењу Звезде Гранда.

## Биографија
Рођена је у Босанској Дубици, али је одрасла у Бечу у Аустрији где је завршила средњу економску школу. Певањем је почела да се бави 2003. године, да би већу популарност стекла учешћем у петој сезони серијала Звезде Гранда (2010—2011), где је освојила шесто место. Њена песма Краљица у злату била је један од највећих поп-фолк хитова 2015. године.
Након учешћа у финале такмичења Звезде Гранда пажњу на себе скренула је песмама Нерасположена и Хендикеп. Следеће године избацује песму Виски која пролази мање запажано. Након две године дискографске паузе, коју је провела наступајући, објављује дует Невреме са Слободаном Васић који је постао хит. Затим, следеће године објављује песму Краљица у злату која је оборила све рекорде и постала један од највећих хитова 2015. године. Исте године објављује песму Рођена да плачем, која пролази мање запажано, али Андреана остаје активна у медијима.
2016. објављује песму 300 сватова која је убрзо постала хит лета и броји око 15 милиона приказа на Јутјубу.
2017. године објављује баладу Благо сузама, у сред лета, која је постигла огроман успех
У међувремену издала је песме Заувек ти припадам и Краљеви фалша.
2018. проглашена је за певачицу која има највећи хит године, то је песма Ципеле, коју је снимила у сарадњи са певачем Емиром Ђуловићем. Песма броји око 80 милиона приказа.
Након огромног успеха песме Ципеле, у сарадњи са композитором Банетом Опачић издаје песму Пресвето и грешно. Која такође постаје хит.
Затим, снима песму Туђа мајица, коју је посветила свим женама које су доживеле насиље. Песма постиже велик успех.
У фебруару 2020. године, објављује дует са Срећком Кречаром, песма се зове Опасно ме радиш, постала је веома велики хит и броји преко 20 милиона прегледа на јутјубу.
1. јула објављује песму Срећо појави се, која је за само један дан имала преко пола милиона прегледа на јутјубу.

## Дискографија

### Албуми
- Prime (2025)

### Мини-албуми
- Ispod kože (Part I) (2024)

### Синглови
- Заплакаће очи моје (2012)
- Хендикеп (2012)
- Нерасположена (2012)
- Виски (2013)
- Невреме (дует са Слободаном Васићем) (2015)
- Краљица у злату (2015)
- Рођена да плачем (2015)
- 300 сватова (2016)
- Благо сузама (2017)
- Ма само ме гледај (2017)
- Краљеви фалша (дует са Mr. Sharanom) (2018)
- Заувек ти припадам (2018)
- Ципеле (дует са Емиром Ђуловићем) (2018)
- Пресвето и грешно (2018)
- Туђа мајица (2019)
- Опасно ме радиш  (дует са Срећком „Кречар” Гајићем) (2020)
- Срећо појави се (2020)
- Ти си живот а и грешка (дует са Дарком Лазићем) (2021)
- Волим га (дует са Александром Младеновић) (2022)

## Видеографија
| Видеоспот                         | Година | Режисер           |
| --------------------------------- | ------ | ----------------- |
| Нерасположена                     | 2012   | Харис Дубица      |
| Виски                             | 2013   | Харис Дубица      |
| Невреме                           | 2015   | Дејан Марковић    |
| Краљица у злату                   | 2015   | Дејан Марковић    |
| 300 сватова                       | 2016   | Лиор Бабадост     |
| Благо сузама                      | 2017   | Борис Зец         |
| Ма само ме гледај                 | 2017   | Silver Production |
| Краљеви фалша                     | 2018   | Sharan Concept    |
| Заувек ти припадам                | 2018   | Andrija Beloica   |
| Ципеле (дует са Емиром Ђуловићом) | 2018   | Горан Матијевић   |
| Пресвето и грешно                 | 2018   | Uživoteka         |
| Туђа мајица                       | 2019   | Горан Матијевић   |
| Опасно ме радиш                   | 2020   | Горан Матијевић   |
| Срећо појави се                   | 2020   | Марко Арисћ       |
| Ти си живот а и грешка            | 2021   | Љуба Радојевић    |
| Још увек сам са тобом             | 2021   | Љуба Радојевић    |
| Где је љубав                      | 2022   | Љуба Радојевић    |
| Крвна група                       | 2022   | Мика Марковић     |
| Иде ми,па не иде                  | 2022   | Љуба Радојевић    |
| Волим га                          | 2022   | Немања Новаковић  |
| Борба са демонима                 | 2024   | Visual Infinity   |
| Party party                       | 2024   | Ведад Јашаревић   |
| Сложићеш се срце моје             | 2024   | Visual Infinity   |
| Мелатонин                         | 2024   | Visual Infinity   |
| Партијамо                         | 2024   | TOXIC             |
| TBA                               | 2025   |                   |
| TBA                               | 2025   |                   |
| TBA                               | 2025   |                   |
| TBA                               | 2025   |                   |
| TBA                               | 2025   |                   |
| TBA                               | 2025   |                   |
| TBA                               | 2025   |                   |